# ピラティス・メソッド
ピラティス・メソッド (Pilates Method) は、1920年代に、ドイツ人フィジカルトレーナーのジョセフ・ヒューベルトゥス・ピラティス（ジョセフは英語発音に、ピラティスはドイツ語発音に基づく日本語表記）が開発したエクササイズである。ジョセフは「コントロロジー」と名付けていたが、日本では一般的にピラティスもしくはピラテスと呼ばれる。誤りであるティラピスも使用される場合もある。

## 概要
ピラティス・メソッドは、ジョセフ・H・ピラティスによって20世紀前半に真の健康と幸福を手に入れるために提唱された身体調整法である。現在では、アメリカ、ドイツ、イギリス、日本など世界中に広まっている。
ジョセフは、自身のメソッドを「コントロロジー」と名付けており、単なるエクササイズとは違う「全身の細かな筋肉と精神を自分自身でコントロールするための学問」と呼んでいた。
ピラティスは大きく分類すると２つの世界に分かれ、現代的にアレンジされたピラティスのスタイルをコンテンポラリーピラティス / ジョセフピラティスのピラティスのスタイルをオリジナルピラティスまたはクラシカルピラティス=コントロロジーと呼ばれている。

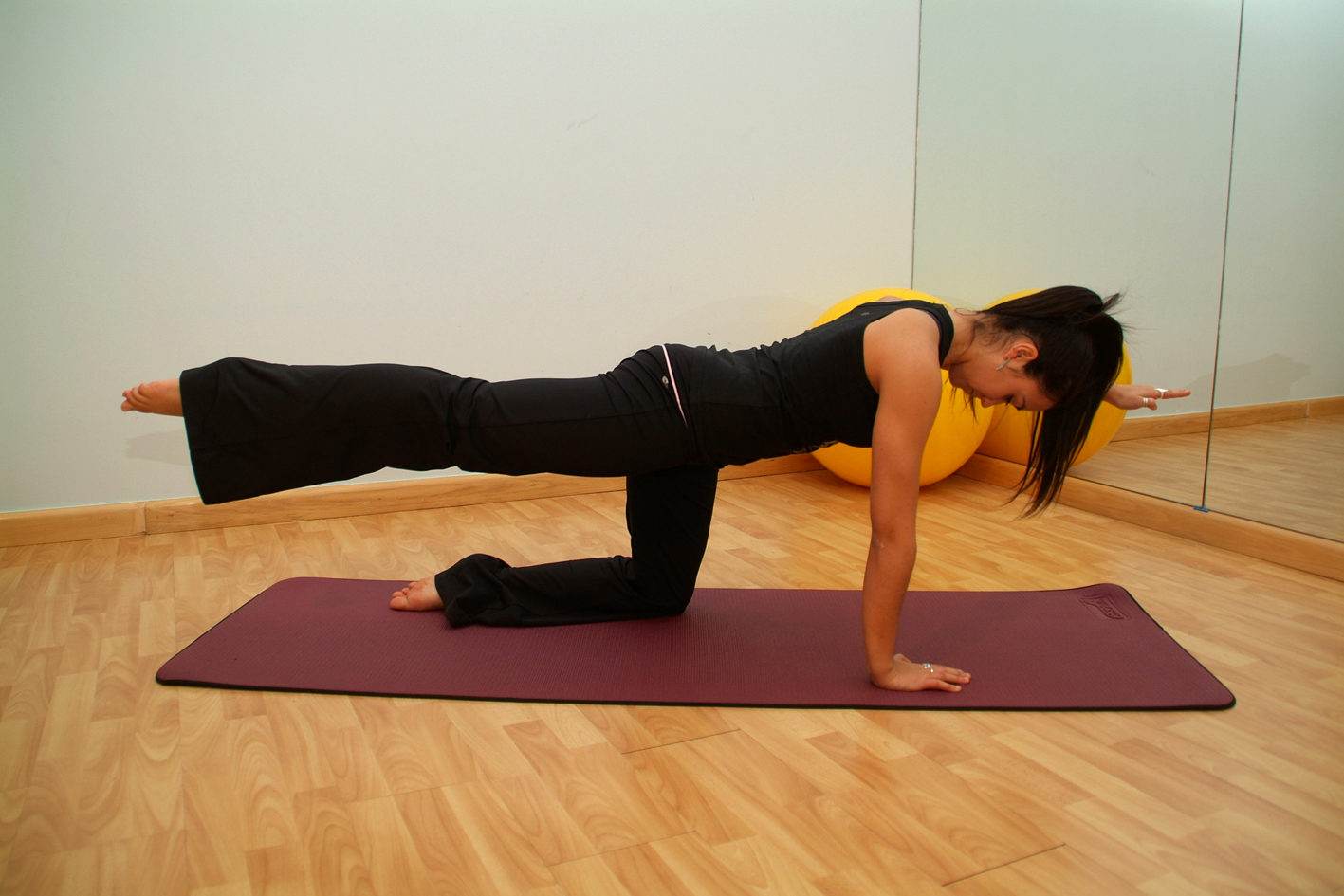
マットピラティス例

## 表記・発音
「ピラティス・メソッド」という表記はドイツ語と英語の単語を組み合わせたものである。すなわち、メソッドは、英単語method（[ˈmɛθəd]）のありふれたカタカナ転写である一方で、ピラティスは、開発者の苗字であるPilatesのドイツ語読み[piˈlaːtəs]に近い。Pilatesは英語では[pɪˈlɑːtiːz]と発音され、ペラーティーズが近い表記となる。なおドイツ語読みをより正確に転写するならばピラーテスないしはピラータスが近い。どちらの言語でも、第二音節である「ラー」にアクセントのあることが特徴的である。
また、ドイツに生まれアメリカに移住して本メソッドを普及させた開発者のJoseph Hubertus Pilatesの名前の発音は、ドイツ語発音に基づけばヨーゼフ・フベルトゥス・ピラータス、英語に基づけば、ジョセフ（ジョゼフと発音される場合もある）・ヒューバータス・ペラーティーズであるが、日本語では独英を混ぜてジョセフ・ピラティスとの表記がなされることが多い。

## ピラティスの効果

### Pilates Method Allianceが定義するコンテンポラリーピラティス
「身体のストレッチ、筋力強化、そしてバランス強化を目的としてデザインされたエクササイズと身体の動作法である」
-ピラティスメソッドアライアンスHPより抜粋-
エクササイズを実践することで、理想的な姿勢と動作を学ぶことができる。それによって慢性的な痛みの改善や障害の予防、運動パフォーマンスの向上からリハビリテーションまでを可能とする。さらにその正しい運動パターンを体に癖をつけることにより、生活の質にまで広い範囲で影響を与える。
現在ピラティスは体幹とインナーマッスルの強化法として広まっているが、実際には体全体を整える効果があり、体幹だけでなく四肢の筋力強化、柔軟性の向上、筋持久力の向上も期待されている。
ピラティスでおこなわれるエクササイズのほとんどは脊柱 (背骨) や骨盤の動きに焦点を当てており、ピラティス独特の呼吸法と組み合わせながら、それらのアライメントを整えることに重点がおかれている。
数あるエクササイズは、すべて初心者から上級者まで幅広く難易度を調整することができる。それぞれの体の特徴や特定の健康状態に応じて、適した方法で実践することが重要とされている。
近年ではリハビリテーションを目的としてピラティスを指導したり実践したりする人が増えており、ピラティスを導入することによって大幅なリハビリ時間の短縮、機能改善、怪我の早期発見と予防ができることで話題となっている。さらには、フィットネス関係者のみならず多くの医療従事者がピラティス指導者資格コースに参加し、様々な施設で活用されている。

### ジョセフ・ピラティスが定義するオリジナル・クラシカルピラティス
ジョセフ・ピラティスが定義したオリジナルの「ピラティス」とは、心身の調和を目的としたエクササイズシステムです。彼はこのメソッドを「コントロロジー（Contrology）」と呼びました。ピラティスのメソッドは、以下のような要素に基づいています：
1. 呼吸: 正しい呼吸法により、身体のエネルギーを高め、動作を効率化します。
2. 集中: 各動作に対して完全な集中を持ち、体と心を連動させることが重要です。
3. コントロール: 体の全ての動きを意識してコントロールすることが求められます。
4. センター（体幹）: 体幹を「パワーハウス」と呼び、全ての動作の中心として強化することが重視されます。
5. 正確さ: 各動作は正確に行い、無駄のないエクササイズを目指します。
6. 流動性: 動きは滑らかで連続的であることが求められ、動作が途切れないようにします。

オリジナル・クラシカルピラティスの特徴はピラティスの生みの親、ジョセフ・ピラティスの作ったエクササイズの形（ロマーナピラティス・メソッド）が現在でも変わらないことが特徴です。

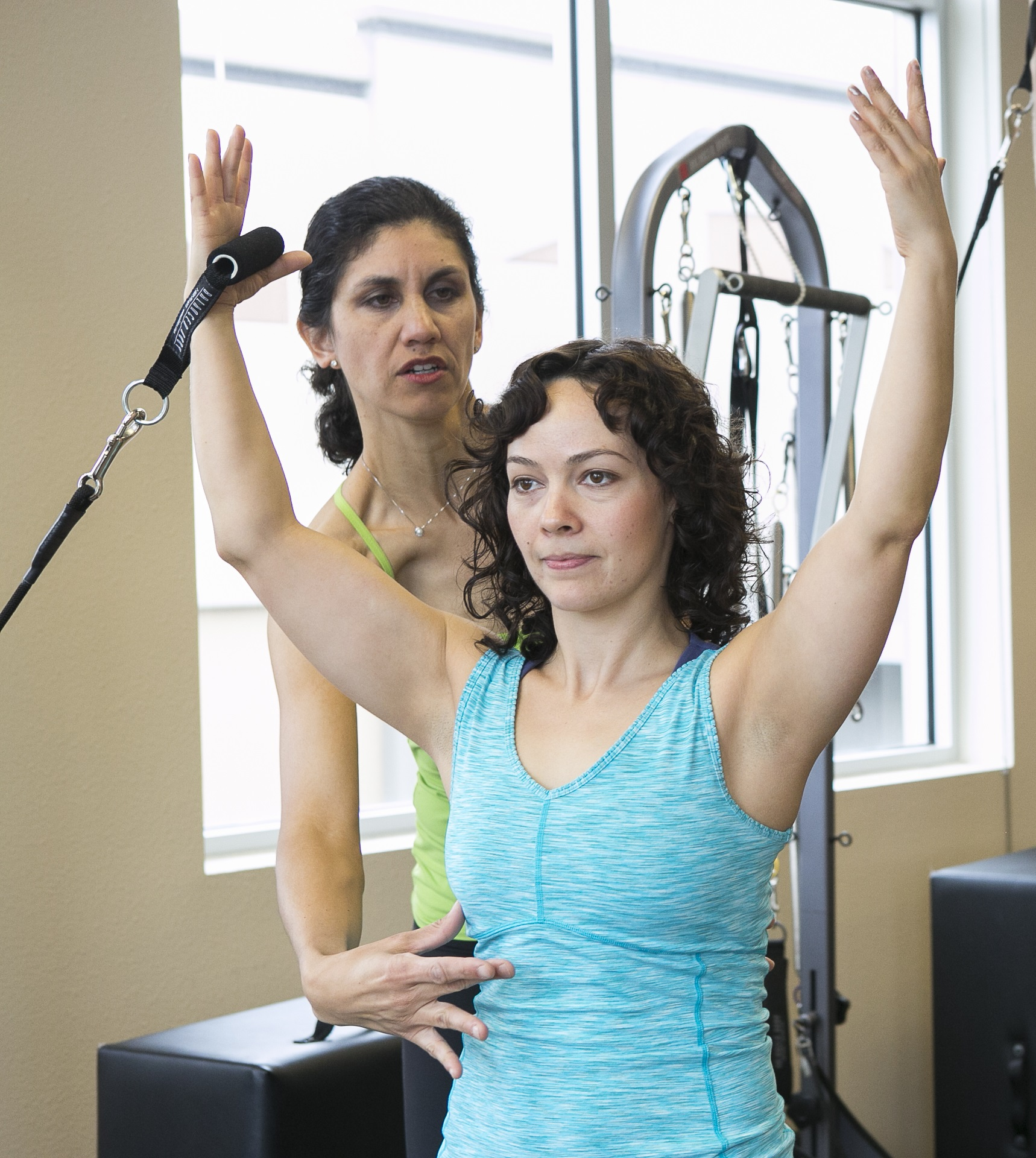
適切なフォームで動きができるよう、ピラティスティーチャーが指導している様子

## ピラティスの種類
ピラティスには、マットのみを使用して行われる「マットピラティス」と、ジョーが独自に開発したピラティス専用器具を使用して行われる「マシンピラティス」がある。マシンについてもオリジナルの形状のマシンとコンテンポラリーのマシンに分かれている。
またピラティスレベルの種類として、ダンサーやアスリート、プロモデル向けの運動強度の高いピラティス、一般的なフィットネスや娯楽としてのピラティス、身体を整える整体の様な療法家の行うリハビリテーションとしてのピラティスなど、自身の身体レベルやライフスタイルに合ったピラティスを探す必要がある。
ピラティスエクササイズの内容としてジョーの考案したオリジナル（クラシカルメソッドスタイル）の動きとオリジナルの形を現代的にまたは簡易にアレンジされたコンテンポラリーピラティスとの２つに分類される。また身体を整えるコンディショニングピラティス・コンテンポラリーピラティスはジョーの考案したピラティス＝コントロロジーメソッドを行う前戯として身体の取り扱いを覚える為のプレピラティスとして扱われている。

### マットピラティス
マットを使用してのグループレッスンとプライベートレッスンがある。
グループレッスンでは、1人の指導者に対して複数人が受講できることが特徴であり、一般的には体幹部を中心として全身満遍なく鍛えるプログラムが組まれている。
指導者によっては「肩コリ改善クラス」や「リズムピラティス」など特別な目的を持たせて設計する場合もあり、また「サークルピラティス」や「ローラーピラティス」などレッスン補助用の小道具を取り入れておこなう場合もある。
多くの受講者と共に呼吸を合わせ、高い集中力を共有しながら進むクラスは、一体感と無心状態を作り出すことがある。

### イクイップメントピラティス
ジョーの開発したピラティス専用器具を使用して行われるピラティスメソッドであり、1対1のプライベートレッスンや2名で行われるセミプライベートレッスンがある。
代表的な専用器具は以下の10種類である。
ピラティスリフォーマー、トラピーズテーブル（キャディラック）、タワー、チェアー、バレル（スパインコレクター）、ラダーバレル、ペド・プル、フットコレクター、ギズモ、ギロチンタワー、ハイチェア
これらの機械のおかげで多種多様なエクササイズを行うことができ、マットピラティスよりも幅広い負荷の調整が可能になる。中でも代表的なピラティスリフォーマーを使うと、およそ600種類ものムーブメントが実行できる。
筋力があまり備わっていない人や高齢者、また怪我などによる特定の健康状態にある人に対しては、動きをサポートしてくれる負荷へと設定し、強靭な肉体を持つアスリート等へは動きの強度を上げるように設定ができる。
また、専用器具の導入によって感じとることが難しい深層部の筋肉や関節の動きにまで意識を向けることが容易になり、目的に応じて指導者は器具を使い分けることになる。

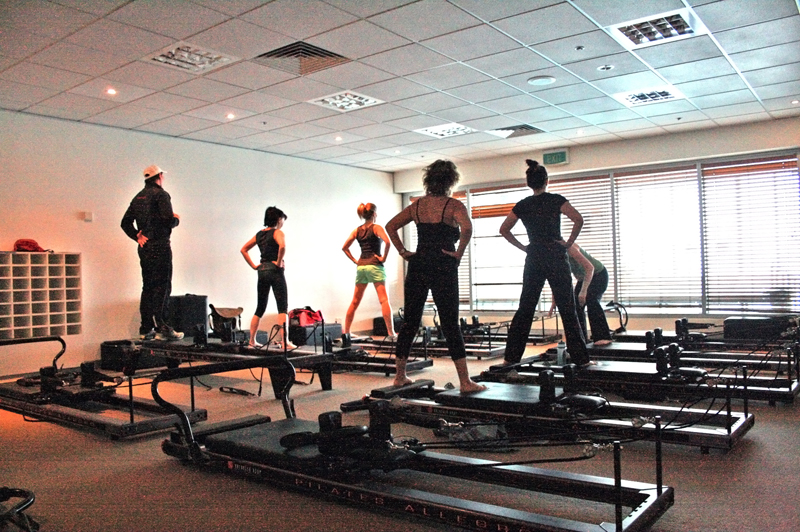
マシンピラティスによる集団指導の様子

## ジョセフ・ヒューベルトゥス・ピラティスの経歴及びその歴史
ジョゼフ・ヒューベルトゥス・ピラティスは、1883年12月9日にドイツ帝国のデュッセルドルフ行政管区、メンヒェングラートバッハにある小さな町で生まれた。幼少期は病弱で、リウマチ熱、くる病、喘息に苦しみながら過ごした。成人してからはヘビースモーカーであったため、喘息に関して著しく健康になることはなかった。母が自然療法医で父が体操選手であったので、病を克服したい気持ちと父親に対する憧れから、父親の勤務するスポーツクラブでトレーニング (器械体操、レスリング、ヨガ、ボクシング等) を行い、14歳になったジョセフの体はとても鍛錬された魅力的な体となっていた。
1912年-その後も彼は東洋と西洋両方の身体訓練法を研究し、特にギリシャの文化や彫刻の美しさ、それに表現される強さに関心を抱いた。この頃、ジョーはサーカス団と共に旅をすることになる。
1914年に第一次世界大戦勃発。当時ジョーは、イギリスにてボクサー兼護身術の指導者として働いていたが、敵国人として捕われ、マン島の収容所に送られる。この頃、自ら開発していた運動プログラムを他の抑留者や戦争による負傷者にも伝え始める。マン島ではある時、寝たきりで動くことも大変な患者に対して、マットレスベッドに使用されていたスプリングを使ってサポートや抵抗を与えること考えつく。これは現在「キャディラック」と呼ばれているベッド型の器具の基礎になった。
彼が行ったこの新しいタイプのリハビリは、後に「ピラティス・メソッド」と呼ばれる考え方の始まりとなる。
1918年にスペインかぜが流行し、ジョセフが過ごすマン島にまで影響が及ぶ。しかし、彼とともに運動を続けた仲間達は誰一人としてこの病に倒れる人はいなかったといわれており、後に様々な人によって語り継がれることになる。
終戦後、ドイツに戻ったジョセフは、護身術の指導とハンブルクにある軍警察の訓練を担当した。また個人の顧客も教え始めた。この頃のことはあまり記録されていないが、ホリスティック・メディスン、瞑想、ホメオパシー、トリガー・ポイントセラピー、呼吸法、モダンダンスに興味を持ち始めた時期であるといわれる。中でもモダンダンスに引きつけられた彼は、2人の有名ダンサーと共に働いていた。ムーブメント・アナリストとして有名なルドルフ・フォン・ラバン(ハンガリー)はピラティスと出会って、自分のメソッドにピラティスの理論と運動を取り入れたとされる。ダンサー兼振付師のマリー・ウィグマンはジョセフの生徒であり、自身のダンスクラスのウォーミングアップにピラティスの考案した運動を取り入れたとされる。
1925年、ドイツ政府から新しい軍隊の訓練を頼まれるが、当時のドイツの政治的傾向を好まず、アメリカに移民することを決断する。ボクシング・マネージャーのナットフライシャー (アメリカ) や、後にヘビー級の世界王者となるマックス・シュメリング に渡米を勧められたことも、ピラティスの背中を押したといわれる。アメリカへ向かう貨物船内では、関節炎で苦しむ若い看護士と出会う。クララ・ゾイナーというその女性はその後ジョセフのアシスタントとなると共に、ピラティス・メソッドの優秀な指導者となった。クララは彼にとって理想的な理解者だったが、2人は正式な夫婦という関係ではなかった (ジョセフはドイツで2回の結婚をしていた)。
1926年にニューヨークに到着。8番街の939番地、2階207号室にあったジムで働き始める。近くにはリンカーンセンターや、カーネギーホール、ブロードウェイがあり、同じ建物内にはダンサーやバレリーナが練習するためのダンス学校やリハーサル・スタジオがあった (現在でも当時のまま使用されている)。
30代前半頃、ジョセフは働いていたジムを引継ぐことになる。この機会にクララとともに自分のスタジオをオープンさせ、そこで数々のアスリートやダンサーに認められ、ビジネスマンや医者、ダンサー、音楽家、サーカス芸人、体操選手、学生など、その指導は多岐にわたった。彼の噂は口伝えに広まり、その顧客にはビビアン・リー、サー・ローレンス・オリビエ、キャサリン・ヘプバーンやその他の映画スター、さらにニューヨークの富裕層達もいた。
1930年から1940年にかけて、-アメリカンバレエとモダンダンスのダンサーや振付師達が有名無名に関わらずジョセフの下で学んでいた。テッド・ショーン、ルース・セント・デニス、ハンナ・ホルム、アレグラ・ケントなどもその中にいた。ジョージ・バランシンは、自分の教え子のダンサーが怪我をすると、治療のためにジョセフのスタジオに送っていたという (当時ジョセフはアンクル・ジョーと呼ばれていた)。コントロロジーは、口コミによって多くのダンサー達の間に急速に広まっていく。
ジョセフ直々の教え子達は、その後「第一世代ティーチャー (またはエルダー)」と呼ばれようになった。すでにこの世を去ってしまった人物では、カローラ・トリエー、イヴ・ジェントリー、ブルース・キング、ロン・フレッチャー、キャサリン・スタンフォード・グラント、ロマーナ・クリザノウスカ。多くの場合、彼らはスタジオでアシスタントをしながら、セッション費用の代わりにしていたという。アシスタントの中には、ジョセフの姪であるマリー・ピラティスもいた。
1930年にジョセフはアメリカ市民となる。
1934年に『ユア・ヘルス (Your Health)』を出版。1939年から1951年まで、ピラティス夫妻は、バークシャー・マウンテンのジェイコブズ・ピロー近くの別荘で毎年夏に行われるダンスのキャンプでも指導していた。
1945年に『リターン・トゥ・ライフ・スルー・コントロロジー (Return to Life Through Contrology)』を出版 (彼が生前執筆した本は2冊だけであった)。この頃、自身のメソッドは人類を変えられると信じていたジョセフは、若者の教育や軍のトレーニングにも取り入れてもらえるように熱心に宣伝していた。医師達に向けた実践講習、運動用パンフレットの作成、毎週土曜日にはオリジナル器具を紹介・販売するためにメイシーズ (百貨店) に行っていた。
マンハッタンにある、レノックスヒル病院の整形外科医ヘンリー・ジョーダンは、ジョセフの親友でもありピラティス・メソッドの可能性を高く評価していた。ジョーダン医師は、ジョセフの教え子の1人であるカローラ・トリエーを側に置き、ジョセフの生徒には優秀な外科医となっている者もいた。
1950年代にはピラティス・メソッドによって、乳房切除術から奇跡的な復活を果たしたダンサー、イヴ・ジェントリーとのセッションから、多くの医師に驚きを与え、ピラティス・メソッドを病院にも取り入れる動きが始まる。しかし、病院側は医療資格を持たないジョセフの受け入れを拒否。売り込みの甲斐なく、彼のメソッドは医療や教育制度の主流とはならなかった。彼は医学会の無理解にひどく悲しんだといわれている。
1965年に百貨店ヘンリベンデルの中に、2番目のスタジオを開設。開設当初から1972年までは、彼の教え子の1人のナヤ・コーリーが運営、その後1988年に閉店するまでは、キャサリン・スタンフォード・グラント (ニューヨーク大学ティッシュ校での指導もしていた) が指導していた。
1966年1月に8番街のスタジオがあったビルの裏手で火災が発生、幸い彼らの中に死者はいなかったが、鎮火後、資料を持ち出そうとしていたジョセフは誤って床板を踏み抜き、消防士に救助されている。
80代のほとんどを研究と指導に費やしたジョセフは、1967年10月9日にこの世を去る。当時84歳だった彼は、その生涯を終える寸前まであらゆるエクササイズを実行することができたといわれている。ジョセフの死後、彼のスタジオは弟子の1人であったロマーナ・クリザノウスカが引継ぎ、クララと共にスタジオを運営し続けた。
1968年、イヴ・ジェントリー (1901年〜1944年) がニューメキシコ州サンタフェに「イヴ・ジェントリー・スタジオ」を開設。
1971年にロマーナ・クリザノウスカがピラティス・スタジオを継ぐ。ロン・フレッチャーがロサンゼルスのビバリーヒルズに「ロン・フレッチャー・スタジオ・フォー・ボディ・コントロロジー」を開設。多くのハリウッドのセレブレティーをはじめとする顧客を集め、人気となる。
1973年、91歳になったクララ・ピラティスはスタジオでの仕事を引退し、その後はロマーナ・クリザノウスカに全て任せていた。その後、クララ・ピラティスは1977年5月13日にこの世を去る。
1983年、サンフランシスコのセント・フランシス・ホスピタルの著名な外科医であり、スポーツ選手とダンスリハビリテーション部門の長であったジェームス・ゲーリック医師は、初めてダンス・メディスン・クリニック (ダンサー専門外来) を作った。彼はロン・フレッチャーに協力を求め、初めての医療的なピラティスのプログラムを作り、病院にピラティスの設備を設けた。
1989年、ロマーナ・クリザノウスカは2度目の引っ越しの後、ピラティス・スタジオを閉める。その後彼女は、ニューヨークにあるドラゴ・ジム (体操のトレーニングジム) の中に自分のスタジオスペースを作る。
1990年代にコントロロジーは「ピラティス」として様々なメディア等で取り上げられ、次第にアメリカ各地に浸透していく。またアメリカ国外でも広がり始める。
1996年1月、ピラティス」という言葉を商標登録するか否かを巡り、集団訴訟が起こる。この訴訟は2000年10月に和解という形で幕を閉じ、「ピラティス」という言葉は普通名詞として扱われることとなる。その後も、コントロロジーはピラティスという名前で広まり続け、世界中で多くのピラティススタジオが開設される。また、ヘルスクラブやフィットネスジムも競ってピラティスを採用・導入し、ピラティスインストラクターを養成する講習会も世界各地で開かれた。
2009年には世界中の主要国で教えられており、ピラティス人口は1200万人を超えた。ニューヨークの8番街 939番地にある元祖ピラティススタジオは、ピラティスのメッカとして今でも運営され続けている (2015年現在)。

## ピラティス商標権の問題と訴訟の経緯
ピラティスは、もともとジョセフ・ピラティスが創始したエクササイズですが、1995年にアメリカで「PILATES」が商標登録され、代表者のSean Gallagherによってその使用が制限されました。商標権を主張する彼は、他のインストラクターが「ピラティス」という言葉を無断で使うことを禁じ、使用するためにはライセンス料の支払いを要求しました。この結果、ピラティス業界は大きな混乱に陥り、ピラティスインストラクターたちはサービスの宣伝に「ピラティス」という言葉を使えないという不便を強いられることとなりました。
訴訟の発生と判決
1996年、Balanced Body社のKenneth Endelmanがこの商標に異を唱え、Gallagherに訴えられましたが、4年に及ぶ裁判の結果、2000年に「PILATES」という商標は無効と判断されました。裁判所は、ピラティスがヨガやエアロビクスのような一般名称であり、商標として保護されるべきではないと結論づけました。また、Gallagherが主張していた商標の継承に関連する問題点も浮上し、Healite社からの商標譲渡は無効とされました。
判決の影響
この判決により、誰もが「ピラティス」という言葉を自由に使用できるようになり、ピラティス業界にとって大きな前進となりました。インストラクターたちは、「ピラティスを教えている」と公に表現できるようになり、ピラティスはより広く普及するきっかけとなり、現在ではジョーの考案したオリジナルの動きのコピーをしたピラティス・メソッドも多くあるのが現状。

## Pilates Method Alliance
ピラティス・メソッド・アライアンスは 2001年に設立された、ピラティス指導者のための非営利団体であり、コンテンポラリーピラティスメソッドの継続的な教育と普及、またPilates Method Alliance 認定資格の発行をしている。略してPMAと呼ばれる。
数十年にわたって世界中のピラティス指導者が様々な流派を始めたが、2000年に起こったピラティスの商標登録に関する訴訟を期に、知識や情報の共有と指導の質を保つことを目的として設立された。PMAの認定資格試験に合格すると、PMA-CPTとして認定される。

## Asia Pilates Alliance / PIA
アジア ピラティス アライアンス (PIA) は、アジア太平洋地域でピラティスの成長と発展を促進することを目的とした専門組織です。PIA は、会員に次のようなさまざまなリソースと特典を提供しています。
認定プログラム: PIA は、国際基準を満たす認定ピラティス インストラクター プログラム・Asia Pilates Alliance 認定資格の発行をしている。
継続教育: 会員は、さまざまなワークショップ、セミナー、会議に参加してスキルを高めることができます。
ネットワーキングの機会: PIA は、イベントやオンライン プラットフォームを通じて、ピラティス プロフェッショナルの強力なコミュニティを育成しています。

## ピラティスの指導を受けている有名人
- タイガー・ウッズ（プロゴルファー）
- カート・シリング（元メジャーリーガー）[7]

アメリカ海軍でもコアアラインというピラティスマシンでエクササイズをしている様子がウィキメディア・コモンズで紹介されている。

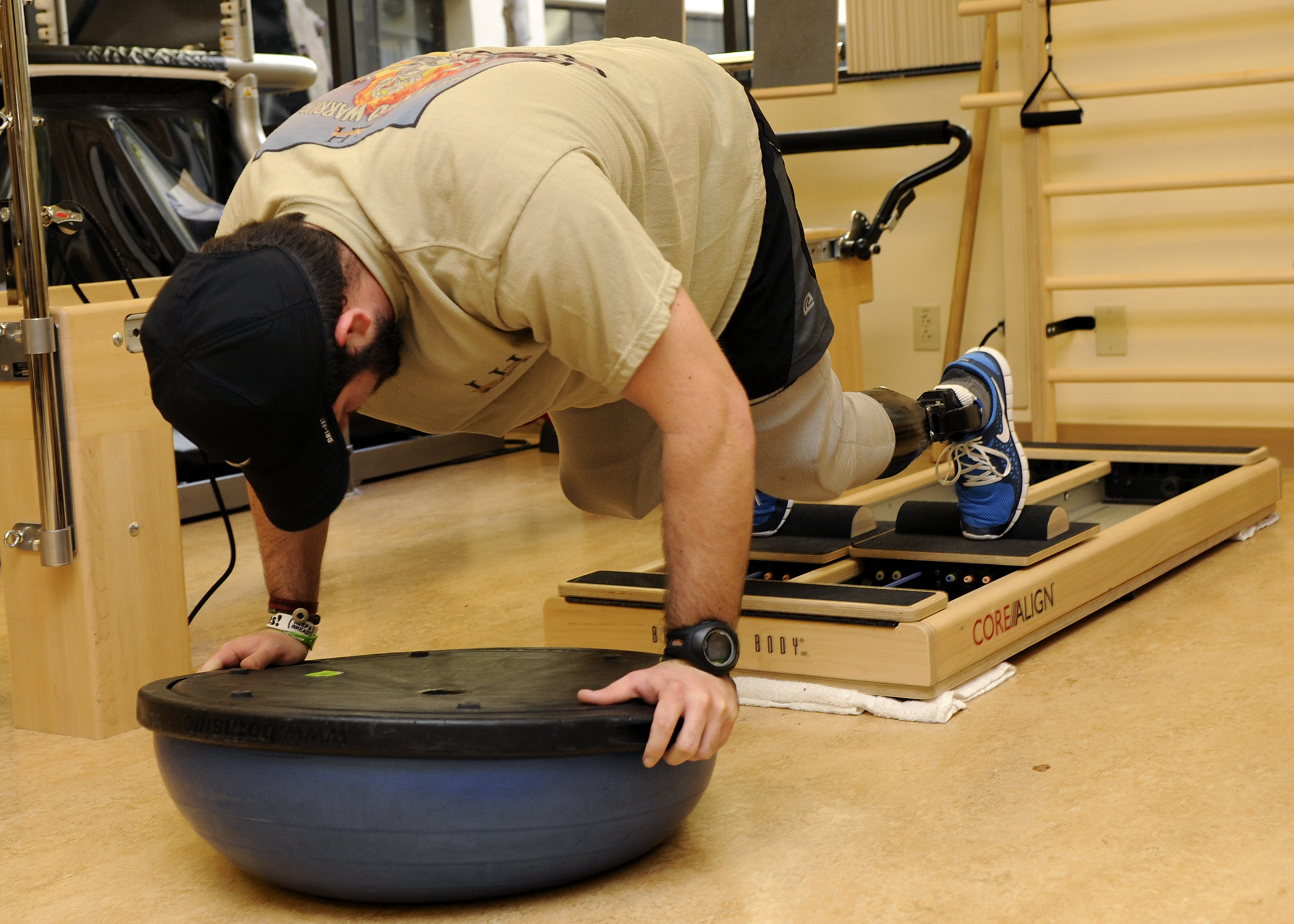
海軍兵のコアアラインエクササイズ

## ピラティスで使われるプロップス
- ピラティスチェア
- スパインコレクター
- アークバレル
- フレックスバレル
- フレックスクッション
- ピラティスサークル
- ピラティスバンド
- フォームローラー
- スモールボール
- BOSU